# Xojo
Xojo (ранее REALbasic) — кроссплатформенная объектно-ориентированная среда программирования, подобная Visual Basic, для macOS, Microsoft Windows, 32-bit x86 Linux и для web.
Текущая версия — Xojo 2022 Release 4.1.

## Особенности
- Кроссплатформенная.
- Платная (ознакомиться можно в демо-режиме).
- Синтаксис языка REALbasic основан на Visual Basic.

## История
REALbasic был создан Эндрю Бэрри (англ. Andrew Barry). Изначально он назывался CrossBasic благодаря своей возможности компилировать одинаковый программный код под Mac OS и Java (хотя среда разработки программного обеспечения работала только на Mac). В 1997 году CrossBasic был приобретён FYI Software, которая переименовала его в REALbasic, а компания была переименована в REAL Software. С этого времени они прекратили поддержку платформы Java, заменив её Windows-платформой и поддержкой баз данных. Сейчас IDE доступна под Microsoft Windows, macOS и Linux и может компилировать приложения для Windows (Windows 2000 и выше), macOS (PowerPC, Intel и Universal Binary) и x86 Linux.

## Особенности языка
REALbasic — сильнотипизированный язык программирования с минимальным неявным преобразованием типов, поддерживающий простое наследование и интерфейсы, классы, методы и свойства классов, автоматическое управление памятью, реализованное через подсчёт ссылок, и перегрузку операторов.

## Hello world
```
Sub
 
TestFunc
(
ByVal
 
Param1
 
As
 
String
,
 
ByVal
 
Param2
 
As
 
Integer
)

   
'Function Code Goes Here

End
 
Sub

Function
 
TestFunc
(
ByVal
 
Param1
 
As
 
String
,
 
ByVal
 
Param2
 
As
 
Integer
)
 
As
 
Boolean

   
'Function Code Goes Here

End
 
Function

Function
 
TestFunc
(
ByVal
 
Param1
 
As
 
Integer
,
 
ByVal
 
Param2
 
As
 
Integer
)
 
As
 
Boolean

   
'Function Code Goes Here

End
 
Function

Dim
 
blnResult
 
As
 
Boolean

Call
 
TestFunc
(
"Hello World"
,
 
2
)
        
'This will call the first overload

blnResult
 
=
 
TestFunc
(
"Hello World"
,
 
2
)
 
'This will call the second overload

blnResult
 
=
 
TestFunc
(
1
,
 
2
)
             
'This will call the third overload

```